# Maestro in Blue
Maestro in Blue (grekiska: Meastro) är en grekisk dramaserie vars första säsong hade premiär på strömningstjänsten Netflix i oktober 2022. Seriens andra säsong har en planerad premiär den 16 maj 2024 på samma kanal. Serien har blivit förnyad med en tredje säsong.

## Handling
Serien kretsar kring en musiker som flyttar till en grekisk ö för att leda en musikfestival och inleder ett förhållande.

## Rollista (i urval)
- Christoforos Papakaliatis - Orestis
- Klelia Andriolatou - Klelia
- Orestis Chalkias - Antonis
- Haris Alexiou - Haris